# Will Wright
Will Wright (nascut a Atlanta, Geòrgia, el 20 de gener de 1960) és un dissenyador de videojocs estatunidenc, cofundador de Maxis. És conegut gràcies als seus videojocs més populars: SimCity, The Sims, i més recentment, Spore.
Wright professa un gran interés pels sistemes adaptatius complexos, en els quals fonamenta la majoria dels seus jocs. És un creador de renom i ha rebut nombrosos reconeixements.

## Biografia
Will no va acabar els estudis, però 5 anys després hi va tornar per aconseguir el graduat. Seguidament va anar a la universitat, on va començar carreres com arquitectura o enginyeria mecànica, però no es va graduar en cap.
Mentre vivia a Nova York, va adquirir un ordinador Apple II+, i va aprendre els llenguatges de programació Applesoft BASIC, PASCAL, i ensamblador mentre intentava implementar l'algoritme del Joc de la Vida de John Horton Conway. Com a l'època ja hi havia altres creadors que produïen jocs per a Apple (com per exemple Bill Budge i Nasir Gebelli), Wright va decidir treballar amb el sistema Commodore 64. A 20 anys, mentre jugava amb un simulador de vol, el va atreure la idea de crear nous mons i va concebre Raid on Bungling Bay, el seu primer videojoc, i que li va donar idea per a SimCity.
El 1986 Wright va conèixer Jeff Braun, un inversor interessat en la indústria dels videojocs, i l'any següent varen formar Maxis a Orinda, California. El 1989 publicaren el seu primer joc, SimCity, que fou tot un èxit i és considerat un dels videojocs més importants de la història. Posteriorment va desenvolupar altres jocs com SimEarth el 1990, SimAnt el 1991, SimCity 2000 el 1993 (codissenyat amb Fred Haslam), i SimCopter el 1996. Tot i que cap d'aquests videojocs va tenir l'èxit de SimCity, van proporcionar a Wright una ferma reputació de dissenyador de jocs de virtuals, jocs en què el jugador ni guanya ni perd, sinó que juga sens fi.
Maxis va sortir a la borsa el 1995, i el juny de 1997 va ser adquirida per Electronic Arts. És aleshores que va començar a treballar en una idea que tenia d'ençà el començament de 1990: una casa de nines virtual, semblant a SimCity però amb el centre d'atenció posat en les persones. La proposta no va ser ben rebuda pels directors de Maxis. La resposta d'Electronic Arts en canvi va ser més entusiasta, i donat l'èxit previ de SimCity, va accedir a publicar-lo el febrer de 2000. Es va convertir en el videojoc més venut de la història i va generar un gran nombre d'expansions i seqüeles, així com una versió multijugador. Pels volts del novembre de 2006, la franquicia The Sims havia reportat més d'un bilió de dolars a Electronic Arts.
La següent creació de Wright fou Spore, publicat per Maxis el 2008, un videojoc que permetia al jugador controlar un organisme microscòpic i fer-lo evolucionar en un organisme complex, social i intel·ligent, capaç de viatjar a l'espai.

### Després de Maxis
Wright abandonà Maxis el 2009. La seva primera comesa post Electronic Arts fou la creació de l'estudi d'entreteniment experimental Stupid Fun Club, dedicat als videjocs, els entorns online, els medis narratius, els productes de cura de la llar i les joguines. L'octubre de 2010 Current TV va anunciar que Will Wright i el seu equip will produirien un programa per a aquesta emissora. El programa, titulat Bar Karma, es va començar a emetre el febrer de 2011, i contenia escenes i girs argumentals proposats per la comunitat online, a través d'una eina de creació d'històries desenvolupada per Wright. Stupid Fun Club va plegar al cap de 4 anys.
L'octubre de 2011, Will Wright esdevingué membre del Board of Directors of Linden Lab, els creadors del popular videojoc Second Life. A la conferència Game Developers Conference de març de 2018, va anunciar un nou projecte, el videojoc per a dispositius mòbils Proxi.

## Filosofia de disseny
Els jocs de Wright es fonamenten molt sovint en principis teòrics. Per exemple, SimCity s'inspira en les dinàmiques estructuralistes descrites en l'obra de dos teòrics urbans; d'un cantó, el llibre Pattern language de Christopher Alexander', i de l'altre Urban Dynamics i World Dynamics de Jay Forrester.
El llibre The Ants, d'E.O. Wilson, va servir de pauta per al joc SimAnt. En el cas de SimEarth, l'inspiració fou el llibre Gaia Theory de James Lovelock. Per acabar, l'equació de Drake i el film Powers of Ten de Ray i Charles Eames van informar el desenvolupament de Spore.
Així mateix, Wright ha declarat que concep els seus videojocs més aviat com joguines, on el jugador aprèn a través de l'experimentació, de manera semblant al mètode pedagògic Montessori. En una entrevista amb el diari The Times, ha expressat que creu que els ordinadors aixamplen la imaginació i promouen la formació d'un "metacervell".

## Distincions

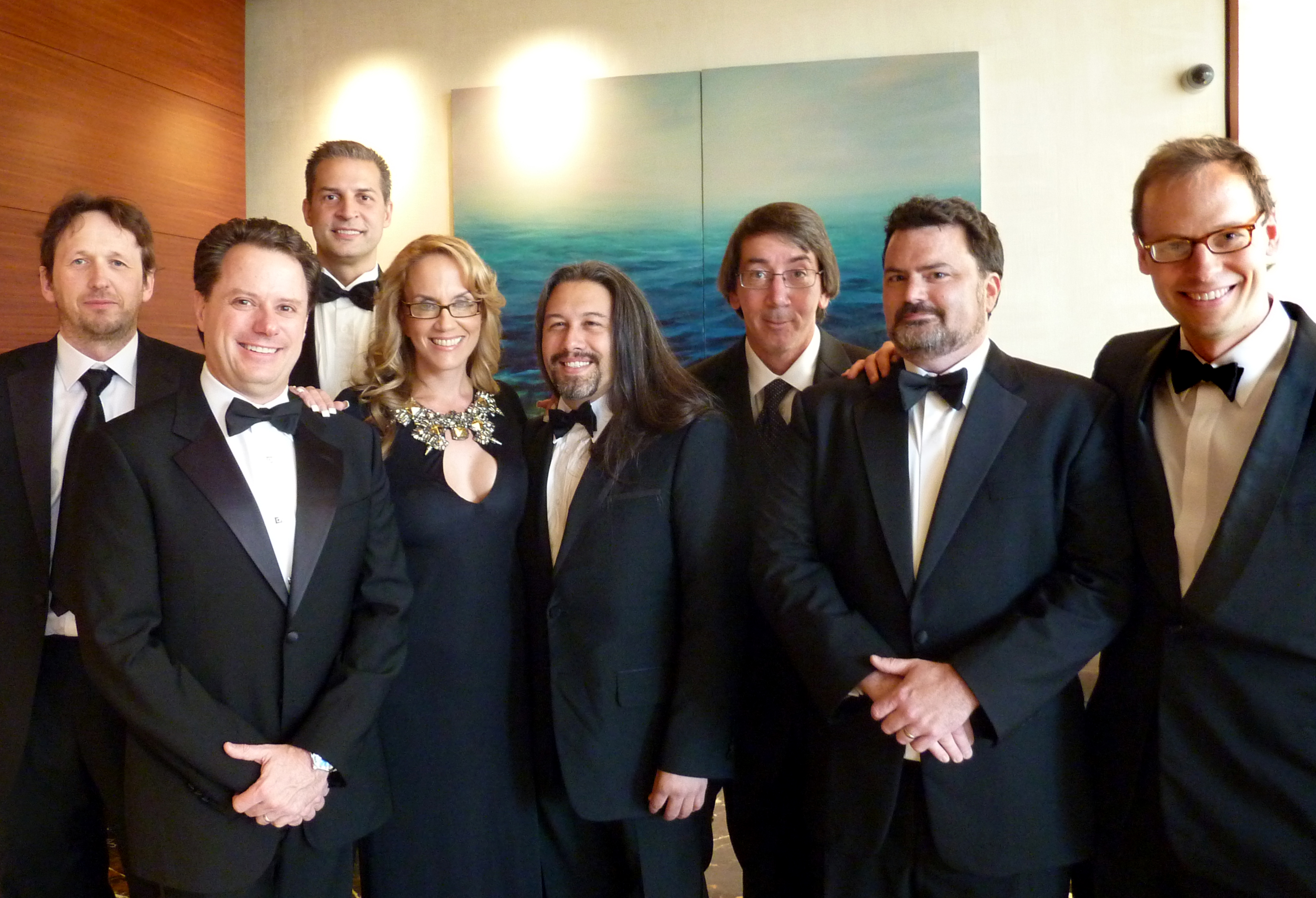
Wright acompanyat d'altres desenvolupadors de videojocs a la cerimònia dels BAFTA a Los Angeles, el juliol de 2011. D'esquerra a dreta: Rod Humble, Louis Castle, David Perry, Brenda Brathwaite, John Romero, Will Wright, Tim Schafer i Chris Hecker.

Wright va rebre el "Lifetime Achievement Award" a la Game Developers Choice Awards de 2001. El 2002 va esdevenir la cinquena persona a ser inclosa a la Academy of Interactive Arts and Sciences' Hall of Fame. Fins al 2006 va ser l'única persona honrada d'aquesta manera per ambdues organitzacions.
El 2007 va rebre un guardó de la British Academy of Film and Television Arts (BAFTA), el primer atorgat a un dissenyador de videojocs.
Ha estat reconegut com una de les personalitats més importants del món dels videojocs, la tecnologia i l'entreteniment per publicacions com Entertainment Weekly, Time, PC Gamer, Discover and GameSpy. El gener de 2005 va rebre el guardó PC Magazine Lifetime Achievement. Aquest mateix any va rebre també el premi Ivan Allen Jr. for Progress and Service, atorgat pel Georgia Institute of Technology.

## Llistat de jocs
- Raid on Bungeling Bay (1984)
- SimCity (1989)
- SimEarth (1990)
- SimAnt (1991)
- SimLife (1992)
- SimCity 2000 (1993)
- SimCopter (1996)
- The Sims (2000)
- The Sims Online (2002)
- Spore Creature Creator (2008)
- Spore (2008)